# Баумгартнер, Людвиг
Людвиг Баумгартнер (нем. Ludwig Baumgartner; 8 ноября 1909, Нерзинген, Германская империя — 1953 окружным судом Нойштадт-ан-дер-Вальднаб объявлен умершим) — оберштурмфюрер СС, адъютант коменданта концлагеря Освенцим и Флоссенбюрг.

## Биография
Людвиг Баумгартнер родился 8 ноября 1909 года. После окончания школы учился банковскому делу, до 1931 года работал в промысловом банке в Ульме и впоследствии занимался оптовой торговлей парфюмерией. В феврале 1932 года вступил в НСДАП (билет № 1497067) и СС (№ 257276). После прихода нацистов к власти в 1933 году поступил на службу в концлагерь Дахау. С 1934 года недолгое время служил в концлагерях Ораниенбург и Заксенхаузен. Весной 1940 стал адъютантом коменданта концлагеря Флоссенбюрг. В 1941 году ему было присвоено звание оберштурмфюрера СС. В марте 1943 года был переведён в концлагерь Освенцим, где с начала апреля по 22 ноября 1943 года был адъютантом коменданта Рудольфа Хёсса. Баумгартнер подписывал все отчёты, содержащих сведения о прибывших или отправленных в ходе селекции в газовую камеру заключенных. Кроме того, занимал пост судейского офицера. В конце ноября 1943 года вернулся во Флоссенбюрг, где вновь стал адъютантом. В марте 1944 года стал шуцхафтлагерфюрером концлагеря Флоссенбюрг, сменив Карла Фрича. На этой должности избивал и расстреливал заключенных. Баумгартнер считается пропавшим без вести с апреля 1945 года.